# Franz Jakob Scheuffgen

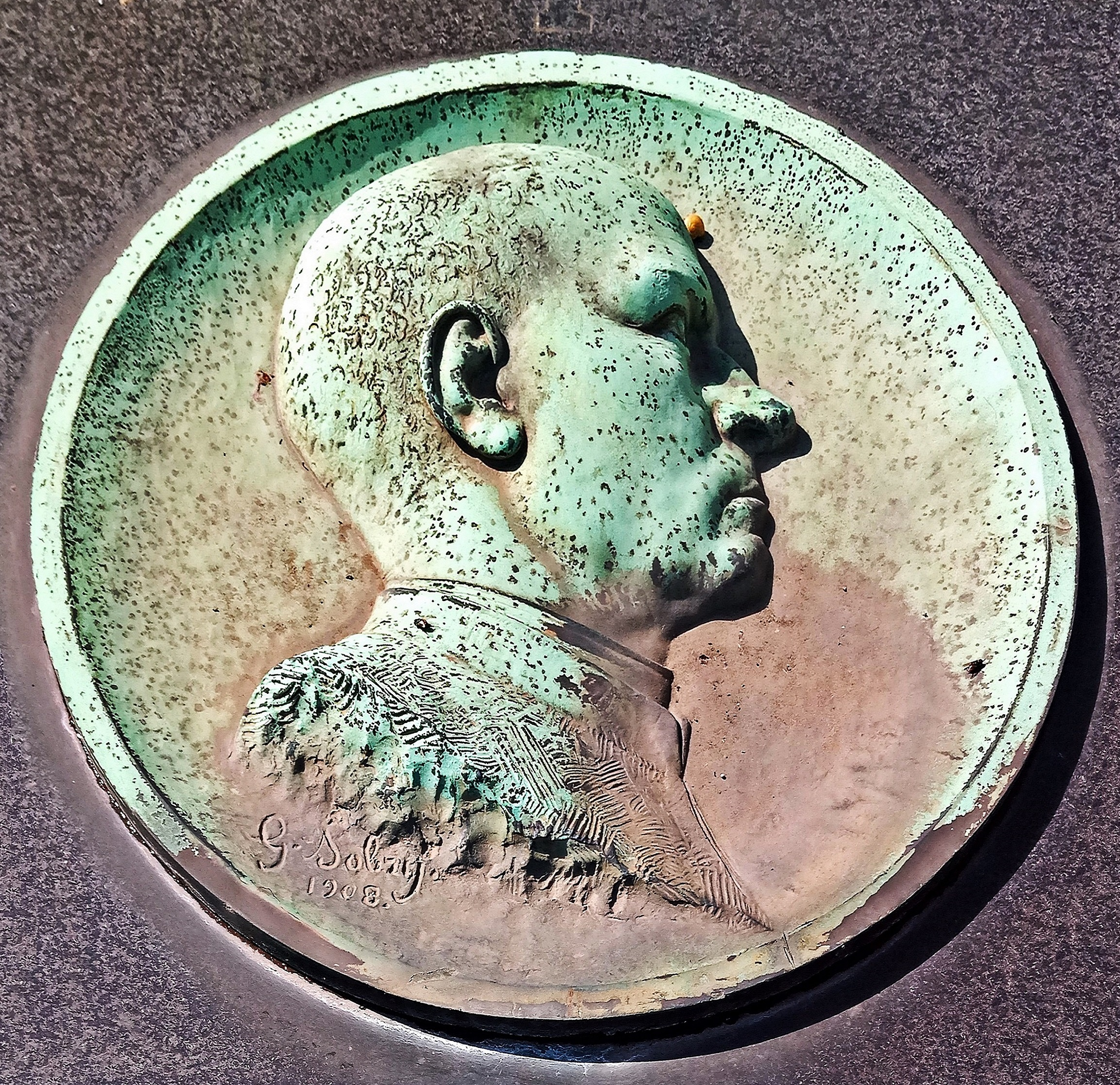
Porträtmedaillon auf der Grabplatte

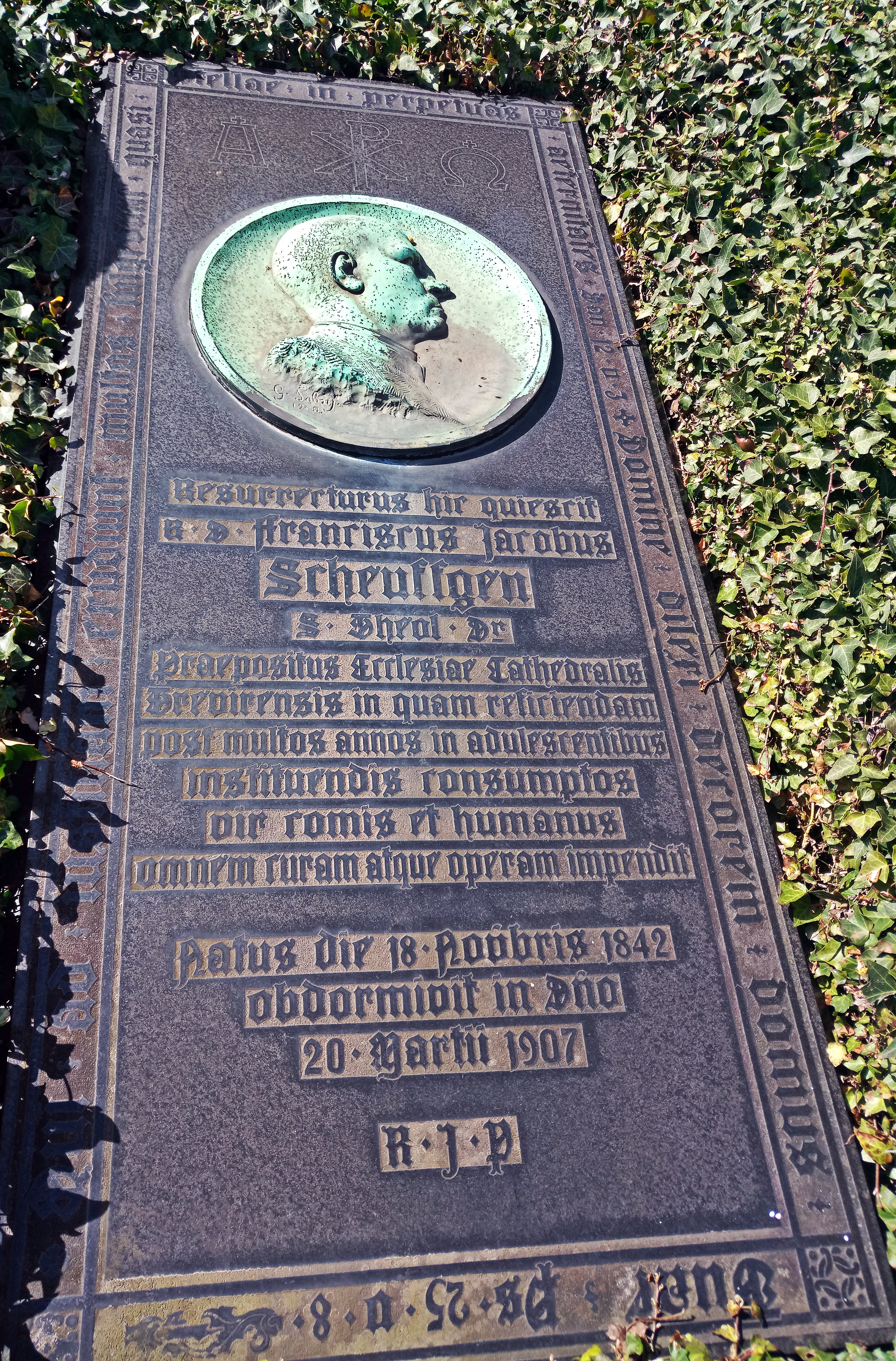
Grabplatte im Trierer Domkreuzgang

Franz Jakob Scheuffgen (* 18. November 1842 in Soller; † 20. März 1907 in Bonn) war ein deutscher katholischer Priester, Pädagoge und Domherr im Bistum Trier.

## Leben und Wirken
Franz Jakob Scheuffgen legte 1860 sein Abitur am Gymnasium in Neuss ab und studierte in Bonn Theologie, Philologie, orientalische Sprachen und Geschichte. Anschließend wirkte Scheuffgen als Lehrer am Knabenkonvikt von Herve (Belgien), Bistum Lüttich, ehe er 1865 in Köln die Priesterweihe erhielt. Zunächst blieb er weiter Lehrer in Herve, ging 1867 in gleicher Eigenschaft an die Rheinische Ritterakademie in Bedburg und besuchte gleichzeitig wieder die Universität Bonn, um das Staatsexamen in den Fächern Geschichte, Religion, Hebräisch, Geographie und Französisch zu erwerben.
Den Deutsch-Französischen Krieg 1870/71 machte Franz Jakob Scheuffgen als Feldgeistlicher mit und wurde anschließend Oberlehrer am Gymnasium Saargemünd/Lothringen, ab 1878 Direktor des Bischöflichen Knabenseminars in Montigny bei Metz.
1886 nominierte ihn die preußische Regierung zum Dompropst von Trier. Da damals die Promotion Voraussetzung für dieses Amt war, promovierte er binnen kürzester Zeit an der Universität Freiburg zum Doktor der Theologie. Als Dompropst erwarb sich Scheuffgen große Verdienste bei der Domrenovierung 1882–1898.
Er war im kirchlichen Bereich auch als Schriftsteller tätig.
Ab 1891 war er Ehrenmitglied der katholischen Studentenverbindung KDStV Bavaria Bonn.
Franz Jakob Scheuffgen starb 1907 in Bonn und wurde auf dem Domkapitelsfriedhof im Kreuzgang des Trierer Domes bestattet. Auf der Grabplatte befindet sich ein Bronze-Portraitmedaillon, geschaffen von dem in Trier tätigen belgischen Bildhauer Gustav Sobry.
Laut Untersuchungen zum Bau des Missionshauses St. Wendel war Dompropst Scheuffgen „persona grata bei der weltlichen Behörde und persönlich befreundet mit dem Kaiser“. Auch der Schriftsteller Paul Liman berichtet in seinem Werk Der Kaiser 1888–1911 über diese Freundschaft zwischen Wilhelm II. und Franz Jakob Scheuffgen. Er hatte ihn schon als Prinz, vor seiner Thronbesteigung, kennen und schätzen gelernt. Damals bezeichnete ihn der zukünftige Monarch als „frischen, energischen jungen Mann“ mit dem er „ganz offen gesprochen“ und sich mit ihm „vortrefflich verstanden“ habe.